# St. Paul (Iowa)
St. Paul es una ciudad ubicada en el condado de Lee en el estado estadounidense de Iowa. En el Censo de 2010 tenía una población de 129 habitantes y una densidad poblacional de 131,07 personas por km².

## Geografía
St. Paul se encuentra ubicada en las coordenadas 40°46′4″N 91°30′59″O / 40.76778, -91.51639. Según la Oficina del Censo de los Estados Unidos, St. Paul tiene una superficie total de 0.98 km², de la cual 0.98 km² corresponden a tierra firme y (0%) 0 km² es agua.

## Demografía
Según el censo de 2010, había 129 personas residiendo en St. Paul. La densidad de población era de 131,07 hab./km². De los 129 habitantes, St. Paul estaba compuesto por el 98.45% blancos, el 0% eran afroamericanos, el 0% eran amerindios, el 0.78% eran asiáticos, el 0% eran isleños del Pacífico, el 0% eran de otras razas y el 0.78% pertenecían a dos o más razas. Del total de la población el 0% eran hispanos o latinos de cualquier raza.